# جشنواره بین‌المللی فیلم هند
جشنواره بین‌المللی فیلم هند (IFFI)، تأسیس شده در سال ۱۹۵۲، جشنواره اصلی هند است که سالانه در شهر ساحلی گوا برپا می‌شود و یکی از مهم‌ترین جشنواره‌های فیلم در آسیا محسوب می‌شود. جایزه اصلی این جشنواره طاووس طلایی نام دارد.

## برندگان جایزه طاووس طلایی
| سال  | فیلم                            | عنوان اصلی                 | کارگردان                     | کشور               |
| ---- | ------------------------------- | -------------------------- | ---------------------------- | ------------------ |
| ۱۹۸۷ | درخت حکمت                       |                            | راجان کوسا                   | هند                |
| ۲۰۰۳ | پنج عصر                         | پنج عصر                    | سمیرا مخملباف                | ایران / فرانسه     |
| ۲۰۰۴ | شهر زیبا                        | شهر زیبا                   | اصغر فرهادی                  | ایران              |
| ۲۰۰۵ | جزیره آهنی                      | جزیره آهنی                 | محمد رسول‌اف                  | ایران              |
| ۲۰۰۶ | Forever Flows                   | Nirontor                   | ابو سعید                     | بنگلادش            |
| ۲۰۰۷ | بر بال رویاها                   | Swopnodanay                | Golam Rabbany Biplob         | بنگلادش            |
| ۲۰۰۷ | More Than Anything in the World | Más que a nada en el mundo | آندرس لئون بکر / خاویر سولار | مکزیک              |
| ۲۰۰۸ | Tulpan                          |                            | Sergei Dvortsevoy            | قزاقستان / روسیه   |
| ۲۰۰۹ | The Other Bank                  | Gagma napiri               | George Ovashvili             | گرجستان / قزاقستان |
| ۲۰۱۱ | Porfirio                        |                            | الخاندرو لاند                | کلمبیا / آرژانتین  |
| ۲۰۱۲ | Thy Womb                        | Sinapupunan                | بریانته مندوزا               | فیلیپین            |
| ۲۰۱۳ | Beatriz's War                   | A Guerra da Beatriz        | Luigi Acquisto / بتی ریس     | تیمور شرقی         |
| ۲۰۱۴ | لویاتان                         | Leviafan                   | آندری زویاگینتسف             | روسیه              |
| ۲۰۱۶ | دختر                            | دختر                       | رضا میرکریمی                 | ایران              |